# Биттер

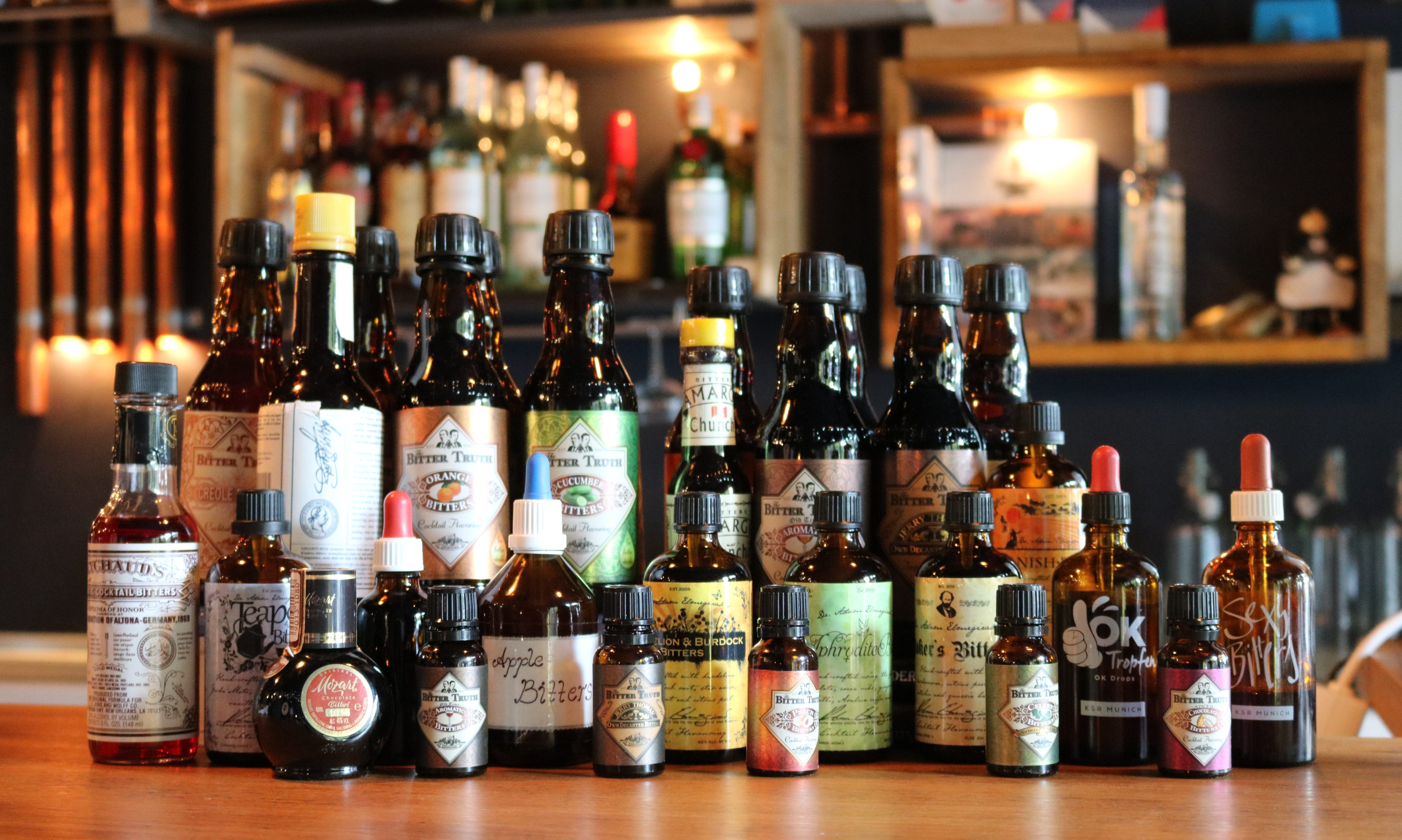
Разнообразие коктейльных биттеров

Би́ттеры (от нем. bitter — «горький») — крепкие алкогольные напитки, отличающиеся горьким вкусом. К биттерам относят горькие настойки (горькие бальзамы), а также некоторые виды вермутов и ликёров. Крепость может доходить до 50 %, но существуют также и биттеры с крепостью 6–20 %.
Иногда под биттерами подразумевают не любые горькие настойки, а только наиболее концентрированные, разделяя таким образом биттеры и бальзамы.
Отмечается, что традиционные русские горькие настойки, такие как «старки», «зверобои» и так далее, могут быть отнесены к биттерам.
Биттеры подразделяют на ароматические (концентрированные), и питьевые — аперитивные («на аперитив») и дижестивные («на дижестив»).
Также применяется классификация: Amaro (ит. — горький), Amaretto (ит. — слегка горьковатый, делается преимущественно из миндаля или его косточек), Fernet (отличается своим повышенным содержанием горечи).
В Британии биттером именуется также особый вид очень сухого эля с большим количеством хмеля.

## Изготовление
Биттеры изготовляются на основе различных лекарственных трав, кореньев, пряностей. Наиболее часто используемые для изготовления биттеров компоненты — полынь, горечавка жёлтая, имбирь, анис; нередко используются корки горьких апельсинов (померанцев) и кора хинного дерева. Как и другие настойки, биттеры изготавливаются экстракцией ароматических компонентов растительного сырья в чистом спирте с последующим разведением водой. Основой для биттеров могут быть как зерновые спирты, так и виноградный спирт или спирт из сахарного тростника.

## Использование
Поскольку горечь увеличивает отделение слюны и желудочного сока, биттеры рекомендуют для улучшения аппетита. Считается также, что биттеры в целом способствуют улучшению пищеварения.
Биттеры пьют в чистом виде, чаще в качестве дижестива. В таком случае они подаются после еды, в небольших стопках или ликёрных рюмках (англ. pony glass), также (англ. cordial glass), и пьются охлаждёнными. Некоторые биттеры используются как аперитив, в таком случае они употребляются в чистом виде или со льдом. Биттеры также используют как ингредиент для коктейлей, добавляют в чай или кофе. При использовании концентрированных биттеров, таких как ангостура, добавляют буквально несколько капель.

### Питьевые биттеры
Известные представители этой категории:
- Апероль (Италия).
- Бехеровка (Чехия).
- Кампари (Италия) — Биттер красного цвета на основе кореньев, коры и цитрусовых. Кампари используется для таких известных коктейлей, как Американо, Негрони, и Гарибальди (Кампари с апельсиновым соком). Крепость — 25 %.
- Cynar[англ.] (Италия/Швейцария) — Биттер на основе артишоков и других растений. крепость — 16,5 %.
- Фернет-Бранка (Италия) — Биттер на основе растений, корней и трав. Обладает специфическим вкусом, считается очень полезным для пищеварения. Крепость — 42 %.
- Фернет Сток (Чехия).
- Jägermeister (Германия).
- Пелинковац (Хорватия, Сербия).
- Picon[англ.] (Франция) — Изобретён в Африке 150 лет назад; популярен на севере Европы и во Франции. Раньше его пили в чистом виде, в настоящее время Picon чаще всего добавляют в пиво. Изготовляется из апельсиновых корочек, горечавки, коры хинного дерева; сильно подкрашивается карамелью. Крепость — 21 %.
- Рижский чёрный бальзам (Латвия).
- Suze[англ.] (Швейцария) — Этот популярный во Франции горько-сладкий биттер был создан в 1889 году с содержанием алкоголя 32 %, сейчас его крепость всего лишь 16 %. Употребляется в чистом виде, со льдом или с водой, а также с лимонным соком.
- Underberg[англ.] (Германия).
- Уникум (Венгрия).
- Арашан (Кыргызстан).

Согласно журналу «Spirits Business», самые продаваемые марки биттеров в последнее десятилетие — Егермейстер, Апероль, Кампари, Фернет-Бранка.

### Ароматические биттеры
Ароматические биттеры, они же коктейльные биттеры, сильно концентрированы и продаются в маленьком объёме (100–200 мл). Пить в чистом виде такие жидкости невозможно. Их употребляют в составе коктейлей, добавляя по нескольку капель.
Наиболее известные представители этой категории:
- Angostura bitters — Этот красно-коричневый биттер наиболее часто используется в барах. Производится на основе рома и горечавки, был придуман в 1824 году в городе Ангостура, в Венесуэле, в настоящее время основной производитель находится на острове Тринидад. Его крепость — 44,7 %.
- Boker’s Bitters[англ.] — компонент многих коктейлей в известной книге Jerry Thomas' How to Mix Drinks or The Bon Vivant’s Companion (первый барный справочник с рецептами), в частности — как ингредиент в коктейле Мартини (Martinez).
- Orange bitters[англ.] — американский биттер на косточках померанца.
- Peychaud's Bitters[англ.] — американский биттер из Нового Орлеана. Сочетает оттенки вишни, солодки, гвоздики, шафрана, карамели, аниса, мускатного ореха и различных рождественских специй. Биттер используется для создания классических коктейлей.